# Michael Hampton (guitariste)
Pour les articles homonymes, voir Michael Hampton et Hampton.
Michael Hampton, né à Cleveland le 15 novembre 1956  est un guitariste de funk et de rock.

## Biographie
Alors que George Clinton cherche un guitariste afin de remplacer Eddie Hazel au sein du Parliament-Funkadelic, Michael Hampton, 17 ans, se présente en fan lors de son audition. Au cours de celle-ci, il rejoue note pour note les 10 minutes de solo de Maggot Brain, titre éponyme de l'album de Funkadelic, sorti en 1971.
Dès 1975 et l'album Let's Take It to the Stage, dominé par sa guitare, il s'impose comme le guitariste soliste principal de George Clinton et de ses formations P-funk. Son jeu, dans la lignée de son prédécesseur, s'inspire de celui de Jimi Hendrix, confirmant que ces guitares hendrixiennes sont une réelle marque de fabrique du groupe. Son jeune âge au moment de son intégration dans le groupe lui vaudra le surnom de "Kidd Funkadelic", surnom qu'il conserve aujourd'hui encore.
Bien que ne faisant pas partie des compositeurs principaux du Parliament-Funkadelic, il est toutefois co-crédité sur plusieurs titres, parmi lesquels Adolescent Funk, M.. Wriggles, Funk Gets Stronger, ou encore Who Says A Funk Band Can't Play Rock?!, morceau sur lequel il s'illustre comme un guitariste soliste rock brillant.
Sa contribution la plus célèbre reste probablement son solo sur l'un des nombreux hits de Funkadelic, (Not Just) Knee Deep, titre que sampleront les rappeurs les plus célèbres (Dr Dre, 2pac, Snoop Dogg, Ice Cube, De La Soul) ainsi que les Black Eyed Peas.
Il sort deux albums en solo, P-funk Guitar Riffs For DJ's et Heavy Metal Funkason en 1995 et 1998.
En 1997, il est introduit au Rock and Roll Hall of Fame en compagnie de 15 autres membres du Parliament-Funkadelic.
En 2015, puis 2016, pour la première fois depuis de nombreuses années, il ne fait pas partie de la tournée du Parliament-Funkadelic. Il continue à se produire en concert aux Etats-Unis, de manière plus confidentielle.

## Discographie

### En solo
- 1995 : P-funk Guitar Riffs For DJ's
- 1998 : Heavy Metal Funkason

### Funkadelic
- 1975 : Let's Take It to The Stage
- 1976 : Hardcore Jollies
- 1976 : Tales of Kidd Funkadelic
- 1978 : One Nation Under a Groove
- 1979 : Uncle Jam Wants You
- 1981 : The Electric Spanking of War Babies
- 2007 : By Way of the Drum

### Parliament
- 1975 : Mothership Connection
- 1975 : Chocolate City
- 1976 : The Clones of Dr. Funkenstein
- 1977 : Funkentelechy Vs. the Placebo Syndrome
- 1978 : Motor-Booty Affair
- 1979 : Gloryhallastoopid
- 1980 : Trombipulation